# Nawilżacz powietrza

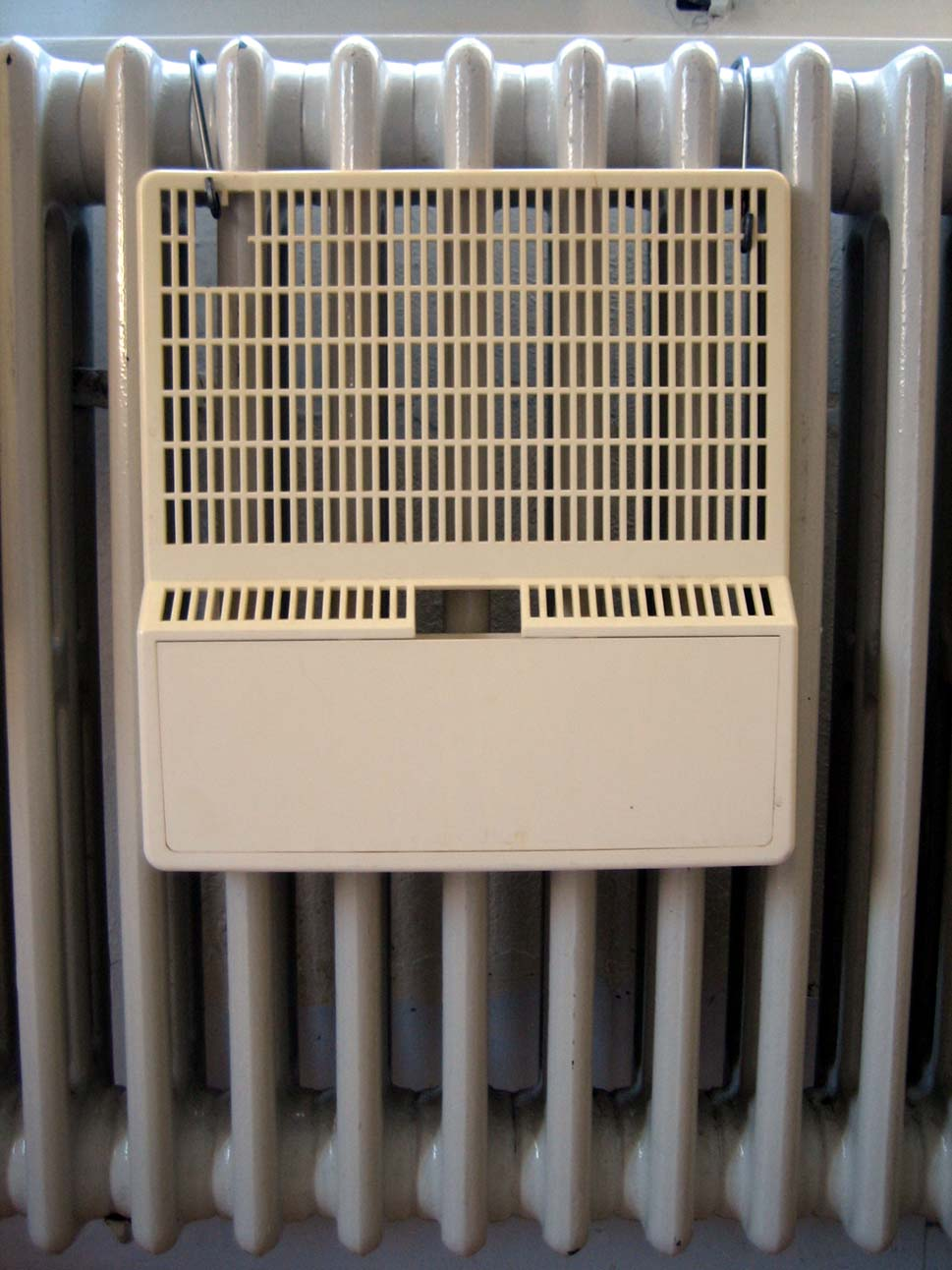
Najprostszy nawilżacz parowy zawieszany na kaloryfer

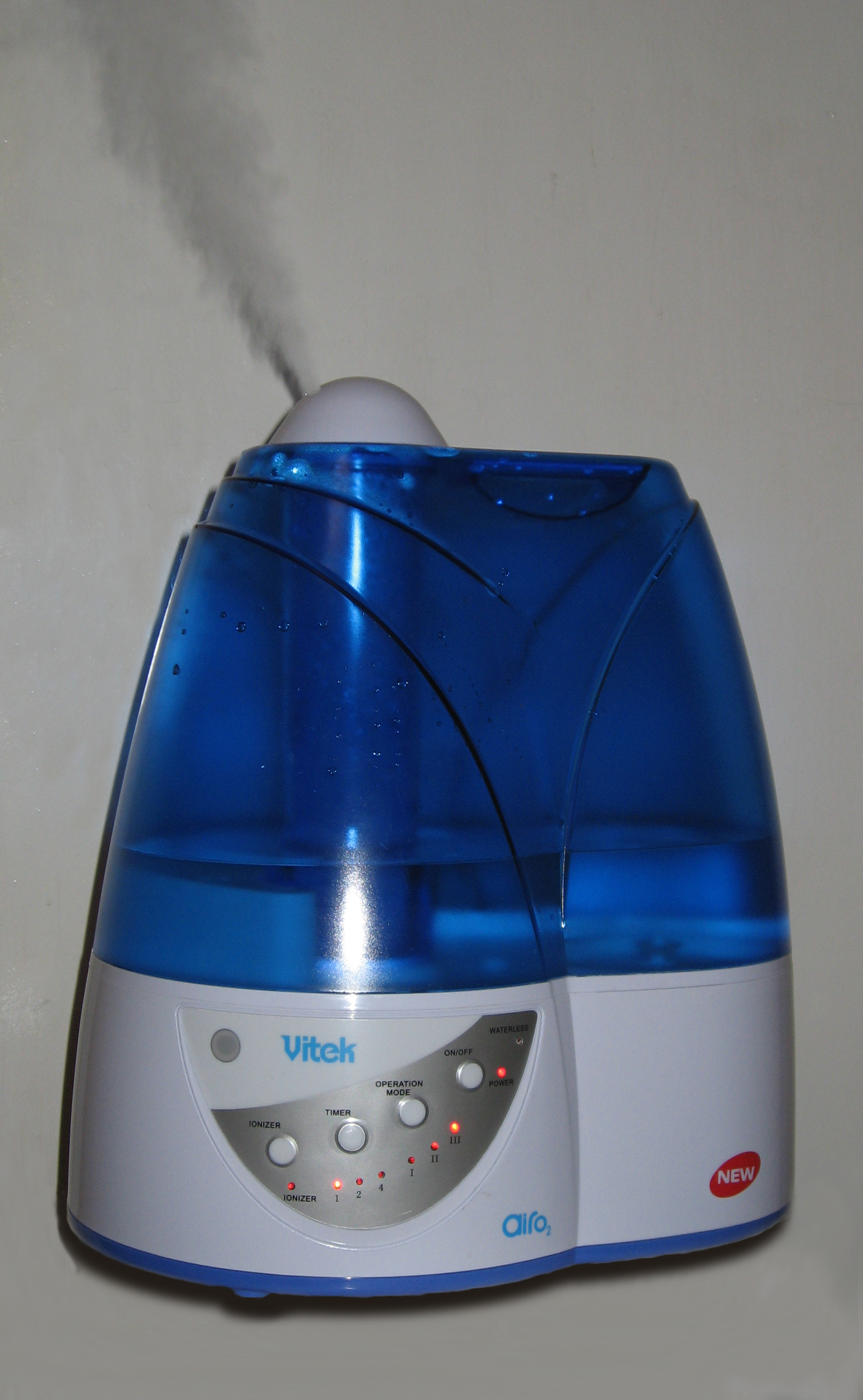
Nawilżacz ultradźwiękowy

Nawilżacz powietrza – urządzenie służące do zwiększenia wilgotności powietrza w pomieszczeniu.
Optymalna wilgotność powietrza w mieszkaniu powinna oscylować w przedziale 40–60%. Zbyt suche powietrze negatywnie wpływa na układ oddechowy. Prowadzi do nadmiernego wysuszania śluzówki nosa, co może powodować katar, kaszel lub alergię, ponadto zmniejsza się jej ochrona przed infekcjami. Zbyt niska wilgotność powietrza negatywnie wpływa również na oczy i skórę. Niektóre urządzenia zwiększające wilgotność przy okazji niejako oczyszczają pomieszczenia z bakterii i zanieczyszczeń.
Nawilżanie powietrza nie może być jednak nadmierne. Zbyt duża wilgotność w pomieszczeniu sprzyja rozwojowi pleśni i innych grzybów oraz roztoczom odpowiedzialnym za alergie. Zatem istotne jest przy tym regularne wietrzenie pomieszczeń.

## Rodzaje nawilżaczy powietrza
- nawilżacze parowe (z grzałką),
- ultradźwiękowe (rozbijające wodę do mgiełki)
- ewaporacyjne (z powierzchniami parującymi)

### Nawilżacze parowe
Sposób działania nawilżacza parowego przypomina pracę czajnika elektrycznego – urządzenie wyposażone jest w grzałkę, która doprowadza wodę do wrzenia. W rezultacie nawilżacz emituje gorącą parę wodną, co prowadzi do wzrostu wilgotności powietrza. Nawilżacze parowe zapewniają higienę, gdyż wysoka temperatura zabija patogeny. Urządzenia cechują się wysokim poborem prądu (nawet 300 W) oraz ryzykiem poparzenia gorącą parą wodną i nagrzewającą się obudową nawilżacza.

### Nawilżacze ultradźwiękowe
Nawilżacze ultradźwiękowe wykorzystują fale dźwiękowe o wysokiej częstotliwości, które rozbijają wodę na mikroskopijne cząsteczki. Urządzenia wykorzystujące tę technologię zwykle są ciche i energooszczędne. Jednak użytkowanie ich wymaga stosowania wyłącznie wody destylowanej albo demineralizowanej oraz bezpiecznych środków czyszczących.

### Nawilżacze ewaporacyjne
Nawilżacze ewaporacyjne wykorzystują naturalny proces odparowywania wody. Takie urządzenie wyposażone jest w wentylator, który wymusza przepływ powietrza przez filtr ewaporacyjny, rzadziej obrotowy dysk. Zanieczyszczenia obecne w wodzie zatrzymywane są na filtrze. Urządzenie nie zanieczyszcza powietrza i nie podnosi temperatury wody.